# Scandalo Harken Energy
Con scandalo Harken Energy ci si riferisce a una serie di operazioni poste in essere nel corso del 1990 che coinvolsero la Harken Energy. Tali operazioni furono accusate di coinvolgimenti con questioni relative all'insider trading. Benché non fossero scoperti illeciti dalle autorità inquirenti, la questione generò aspre polemiche politiche.